# Втеча з бібліотеки містера Лімончелло
Втеча з бібліотеки містера Лімончелло (англ. Escape from mr. Limoncello's library) — роман, написаний американським письменником Крісом Ґрабенштейном.
Англійською мовою вперше опублікований 2013 року. Є бестселером за версією New York Times. У 2017 році на базі книги вийшов фільм.
Грабенштейн заявив, що книга містить секретну головоломку, яку читачі можуть розшифрувати.

## Короткий опис
Дванадцятирічний Кайл і ще одинадцять підлітків залишаються на ніч у новій міській бібліотеці, яку створив відомий розробник ігор та епатажний мільярдер Луїджі Лімончелло. Конкурси, солодощі, найсучасніші технології, відеоігри… Ніч сповнена несподіванок! Але ранок дивує ще більше: двері бібліотеки виявляються замкненими. А Кайл із друзями стають живими фішками в новій грі — «Втеча з бібліотеки містера Лімончелло».

## Нагороди
Є бестселером за версією New York Times.
Рецензенти (зокрема, автор Джеймс Паттерсон, постійний співробітник Грабенштейна) також схвально порівнювали книгу з Чарлі і шоколадною фабрикою Роальда Дала.
Цей роман також став лауреатом Премії Агати за найкращий дитячий/юнацький роман у 2013 році.

## Персонажі
- Кайл Кілі — головний герой книги, може розгадувати багато загадок, любить настільні ігри.
- Акімі Г'юз — найкраща подруга Кайла.
- Чарльз Чілтінгтон — головний конкурент Кайла Кілі в розгадуванні загадок для втечі з бібліотеки, грубий хлопець, який задля того, щоб виграти здатен порушувати великі правила.
- Мігель Фернандес — розумний й хлопець, ще один друг Кайла.
- Ендрю Пеклман — друг Мігеля, став ворогом, гарно знає Десяткову класифікацію Дьюї.
- Сьєрра Рассел — дуже любить читати, в команді Кайла.
- Гейлі Дейлі — інколи снобістська модель,але в глибині душі дуже м'яка.
- Містер Луїджі Л. Лімончелло — творець настільних ігор Limoncello, мільярдер, давав гроші на будівництво нової бібліотеки в Александріавіллі.
- Докторка Я. Зінченко — помічниця містера Лімончелло, була організаторкою цієї гри.